# 堀直次
堀 直次（ほり なおつぐ）は、江戸時代前期の越後村上藩の世子。堀直寄の長男。

## 生涯
慶長19年（1614年）、信濃飯山藩主堀直寄の子として、駿府において生まれる。母は長沢松平家出身の松平近清の娘。直寄は駿府の徳川家康のもとに伺候しており、同年の大坂冬の陣では家康本陣の先陣を務めるなど、翌年の夏の陣でも武功を挙げるなど、家康の信任の厚い人物であった。直寄は戦後の元和2年（1616年）に越後蔵王堂藩（長岡藩とも解される）8万石、元和4年（1618年）に越後村上藩10万石に移された。
寛永3年（1626年）、直次は従五位下・兵部大輔に叙任される。寛永6年（1629年）12月26日、大御所徳川秀忠が直寄邸を訪問した際に、来国光の刀を与えられており、また翌7年2月13日に将軍徳川家光が直寄邸を訪問した際も、同じく来国光の刀を与えられた。
寛永15年（1638年）7月17日、25歳で父に先立って死去した。

### その後の堀家
寛永16年（1639年）6月29日には父・直寄も死去。直次の長男である直定（4歳）が家督を継いで（嫡孫承祖）村上藩10万石の藩主となり、直定の叔父（直次の弟）である直時に3万石が分知された（のち村松藩主）。直定は寛永19年（1642年）に7歳で没し、村上藩堀家は断絶した。